# الیریوت
الیریوت (به فرانسوی: Allériot) یک کمون در فرانسه است که در Canton of Saint-Martin-en-Bresse واقع شده‌است.

## خصوصیات
الیریوت ۱۳٫۴۶ کیلومترمربع مساحت و ۹۴۴ نفر جمعیت دارد و ۱۸۱ متر بالاتر از سطح دریا واقع شده‌است.